# Csebokszári járás
A Csebokszári járás (oroszul Чебоксарский район, csuvas nyelven Шупашкар районĕ) Oroszország egyik járása Csuvasföldön. Székhelye Kugeszi.

## Népesség
- 1989-ben 57 107 lakosa volt.
- 2002-ben 58 766 lakosa volt, melynek 92%-a csuvas.
- 2010-ben 62 920 lakosa volt.